# Nilobezzia insons
Nilobezzia insons är en tvåvingeart som beskrevs av Oskar Augustus Johannsen 1931. Nilobezzia insons ingår i släktet Nilobezzia och familjen svidknott. Inga underarter finns listade i Catalogue of Life.